# Ґоранін (Гнезненський повіт)
Ґоранін (пол. Goranin, нім. Dreiort, Gut) — село в Польщі, у гміні Чернеєво Гнезненського повіту Великопольського воєводства.
Населення — 119 осіб (2011).
У 1975-1998 роках село належало до Познанського воєводства.

## Демографія
Демографічна структура станом на 31 березня 2011 року:
|          | Загалом | Допрацездатний вік | Працездатний вік | Постпрацездатний вік |
| -------- | ------- | ------------------ | ---------------- | -------------------- |
| Чоловіки | 64      | 16                 | 46               | 2                    |
| Жінки    | 55      | 7                  | 40               | 8                    |
| Разом    | 119     | 23                 | 86               | 10                   |